# Prinzessin Lillifee und das kleine Einhorn
Prinzessin Lillifee und das kleine Einhorn ist ein deutscher animierter Kinderfilm und die Fortsetzung des 2009 erschienenen Films Prinzessin Lillifee. Er hatte am 28. August 2011 seine Deutschlandpremiere und startete am 1. September 2011 in den deutschen Kinos. Er ist eine Produktion von Caligari Film und WunderWerk in Koproduktion mit Universum Film GmbH, dem WDR und MIllimages.

## Handlung
Prinzessin Lillifee hat einen merkwürdigen Traum: Die ganze Welt ist vereist, und das Einhorn Rosalie, das ihr im Traum begegnet, läuft immer wieder davon, obwohl sie es ruft. Schwein Pupsi und Igel Iwan, denen sie davon erzählt, sind sich sicher: Das hat etwas zu bedeuten. Zunächst aber vergisst Lillifee ihre Sorgen wieder, denn die Mäuse Cindy und Clara haben Apfelkuchen gebacken.
In der Nacht setzt sich Lillifees Traum fort: Die Einhörner bitten Lillifee um Hilfe und rufen ihr zu, sie solle gut auf Lucy aufpassen. Da geschieht etwas Unvorhergesehenes: Plötzlich kommt ein kleines Einhorn aus der Decke gekrochen – es ist dem magischen Traum entschlüpft.
Die Rosarier freuen sich über Lucys Ankunft: Sie spielen mit dem kleinen Einhorn-Fohlen und füttern es, als ob es eine Babypuppe wäre. Nur Pupsi ist nicht begeistert, erst recht nicht, als Lucy sich die Himbeeren schnappt, die Pupsi gesammelt hat und auch noch das letzte Stück Kuchen wegisst. Und Lillifee grübelt, warum Rosalie ihre Tochter zu ihr geschickt hat.
Das weiß der Frosch Carlos, den Lillifee fragt, auch nicht, aber er verrät ihr, dass Einhörner ein Zauberhorn haben: Berührt man es, kann man sich etwas wünschen und es geht in Erfüllung. Pupsi probiert es sofort aus – aber bei Baby-Einhörnern funktioniert die Wunscherkennung noch nicht so richtig. Pupsi findet sich plötzlich, eingekleidet in einem Schwimmdress, auf einem hohen Sprungturm wieder, verliert das Gleichgewicht und landet kopfüber im Teich – das hatte er sich nicht gewünscht.
In Prinzessin Lillifees riesigem Kleidersaal wird Pupsi neu eingekleidet. Auch Lucy will Schuhe anprobieren und bringt dabei alles durcheinander; Lillifees ganze Schuhe fliegen umher; aber mit Magie ordnet Lillifee das Chaos wieder.
In der Nacht hört Lillifee ein weiteres Mal die Stimmen der Einhörner und ihr wird klar, dass sie in großer Gefahr sein müssen. Sie entschließt sich, Lucy zurückzubringen. Pupsi und Iwan kommen mit, und die vier fliegen los.
Das Sternbild Einhorn weist ihnen den Weg nach Bluetopia, das kalte, verschneite Land hinter den Bergen. Dort aber ist es so kalt, dass nicht nur Pupsi vor Kälte schlottert: Auch Lillifees Flügel vereisen, sie stürzen ab und landen im Schnee oben auf einem Berg. Zu Fuß machen sich die Freunde auf den Weg ins Tal. Lillifee will ihnen warme Sachen zaubern, doch auch ihre magischen Kräfte sind scheinbar eingefroren.
Ein Adler beobachtet sie und meldet ihre Ankunft im Schloss von Winterprinz Eis, dem Herrscher von Bluetopia. In seinem Thronsaal stehen, wie Trophäen, lauter vereiste Tiere und Menschen, darunter auch sein Bruder, der Sommerprinz Tau.
Seinem Helfer Crunch, einem Elfen, der durch einen Schwur an ihn gebunden ist, verrät er seinen Plan: Er will auch Lucy, das Einhorn, vereisen!
Pupsi und Iwan, die vorgegangen sind, stoßen unterdessen auf ein vereistes, menschenleeres Dorf. Pupsi sucht etwas zu essen, findet aber nur eine Mausefalle.
Lucy und Lillifee treffen auf den Elfenjungen Fabian, der sie warnt: Sie sollen zurück nach Rosarien gehen.
Da kommt Prinz Eis zusammen mit Crunch auf einem von Pinguinen gezogenen Schlitten. Er will sie mit dem Versprechen auf eine leckere Mahlzeit in seinen Palast locken. Doch weil Lucy instinktiv große Angst vor dem Winterprinzen hat, trauen ihm Lillifee und die anderen nicht.
Da zeigt Prinz Eis auch schon sein wahres Gesicht: Er droht sie zu vereisen, und die Pinguine schnappen sich Pupsi. Doch Pupsi kann sich befreien, und die vier fliehen auf ihrem Rodelschlitten. Eis und die Pinguine kommen ihnen auf Skiern hinterher. Plötzlich bleiben die Verfolger zurück, doch die Freude der Gefährten, entkommen zu sein, dauert nur kurz: Sie stürzen mit dem Schlitten in eine tiefe Schlucht!
Gerade noch rechtzeitig fasst Pupsi Lucys Horn an und wünscht sich, auf etwas Weichem zu landen. Und schon schweben sie in einem großen Marshmallow zu Boden.
Abends, am Lagerfeuer, an dem sie sich nach ihrem unfreiwilligen Bad im See getrocknet haben, wünscht sich Pupsi von Lucy mehr zu essen, ein riesiges Stück Mäusespeck schwebt herab, von dem auch nach der Mahlzeit noch so viel übrig ist, dass er ihnen als gemütliche, wenn auch etwas klebrige Bettdecke dient.
Am Morgen ist Prinzessin Lillifee gerade dabei, Feuer zu machen, als Lucy plötzlich verschwunden ist – das neugierige Fohlen wandert durch den vereisten Wald, die drei suchen sie. Aus der Ferne hören sie Lucys Schrei: Eis hat Lucy geschnappt!
Sie folgen den Fußspuren im Schnee, bis vor ihnen der Palast von Prinz Eis auftaucht, zu dessen Fuß ein vereistes Dorf liegt – die Dorfbewohner sind unter der Eisschicht gefangen.
Prinz Eis kommt ihnen auf seinem Schlitten hinterher, Lillifee und Iwan stürzen in ein Loch im Schnee, Pupsi wird gefangen, und Crunch muss ihn vereisen.
In einer Eishöhle unter dem Dorf treffen sie den Elfenjungen Fabian wieder. Der erzählt ihnen, dass Eis oben im Schloss Lucys Eltern vereist hat. Fabians alte Mutter, die einst das Kindermädchen von Eis und Tau war, erzählt ihnen, dass Eis seinen Bruder aus Eifersucht vereist hat; denn niemand mochte den Winter, während alle den Sommer liebten. Nur die Zauberkraft der Einhörner kann das Eis zum Schmelzen bringen – Lucy ist also die einzige Hoffnung, dass es in Bluetopia jemals wieder Sommer wird.
Doch zum Glück ist Lucy in Sicherheit – Crunch hat sie gefunden und zu ihnen gebracht. Wenn Lucy ihre vereisten Eltern sieht, wird sie schon wissen, was zu tun ist, hofft Lillifee. Unbemerkt von Eis, dringen sie in den Thronsaal ein. Lucys Horn beginnt magisch zu leuchten, doch genau in diesem Moment wird sie von Eis geschnappt. Er befiehlt Crunch, Lucy zu vereisen, doch der weigert sich. Also greift sich der Winterprinz Lucys Horn und wünscht sich Crunchs Eiszauber; er kann den Zauber aber nicht kontrollieren und vereist sich selbst.
Doch noch immer sind die Bewohner von Bluetopia vereist. Nun muss Prinzessin Lillifee einen Wunsch äußern, damit Lucy den Bann brechen kann. Wird es ihr gelingen, das Land von dem Fluch zu befreien?

## Charaktere
Prinzessin Lillifee ist eine Blütenfee, die im Feenland Rosarien lebt. Sie kann fliegen und liebt es, Schmetterlinge und Blüten zu zaubern. Sie sorgt sich um ihre Einwohner und ist bei allen beliebt. Ihre besten Freunde sind die Mäuse Cindy und Clara sowie Schwein Pupsi, Igel Iwan und Frosch Carlos.
Pupsi ist ein kleines, rosa Schweinchen, das für sein Leben gern isst. Als Lillifees Freund interessiert er sich sehr für Mode und würde so gerne fliegen können wie die Prinzessin.
Iwan ist ein Igel, der zwar große Angst vorm Fliegen hat, ansonsten aber sehr gelassen ist und seine Freunde mit seinem lustigen Gemüt oft zum Lachen bringt.
Clara und Cindy sind die fürsorglichen Mäuse-Zwillingsschwestern im Schloss. Sie sind besonders in der Küche begabt und machen leckere Marmelade und den besten Apfelkuchen Rosariens. Auch um das Einhorn-Fohlen Lucy kümmern sich die beiden rührend.
Frosch Carlos ist ein Genießer und steht allen gern zur Seite. Er weiß viel und kümmert sich liebevoll um seine vielen Kinder.
Einhorn Rosalie ist die Mutter von Lucy und mit ihrem Mann Kobalt von Prinz Eis vereist worden. Dadurch sind ihre magischen Kräfte, die sich in ihrem Horn verbergen, außer Kraft gesetzt.
Lucy ist das Baby von Rosalie, die gerne nascht und sehr verspielt ist. Das ungezogene Fohlen macht, was es will – und bringt sich und die anderen dadurch in Gefahr. Auch sie hat die magischen Kräfte eines Einhorns, deren Einsatz aber bisweilen nicht zum gewünschten Ergebnis führen.
Prinz Eis ist der Herrscher des Winters von Bluetopia. Aus Eifersucht hat er seinen Bruder Prinz Tau vereist und regiert Bluetopia allein, bis es von Eis und Frost befreit wird.
Crunch, der Elf, hat magische Kräfte. Er kann Menschen und Tiere durch seinen Atem vereisen. Durch einen Schwur ist er an die Wünsche von Prinz Eis gebunden. Wenn er ihm nicht gehorcht, muss er an gebrochenem Herzen sterben.

## Produktion
Prinzessin Lillifee und das kleine Einhorn basiert auf der Kinderbuchreihe Prinzessin Lillifee von Monika Finsterbusch, die im Coppenrath Verlag erscheinen. Diese Geschichte wurde jedoch eigens für diesen Kinofilm ausgedacht. Monika Finsterbusch wirkte auch bei der Kreation von Lillifees Kostümen mit.
Nach Prinzessin Lillifee ist Prinzessin Lillifee und das kleine Einhorn die zweite Verfilmung der Lillifee-Reihe. Schon während der Dreharbeiten von Prinzessin Lillifee begannen die Vorbereitungen für Prinzessin Lillifee und das kleine Einhorn.
Produziert wurde der Film von Caligari Film (Gabriele Walther) und WunderWerk (Frank Piscator).
Anders als beim ersten Prinzessin Lillifee-Film, der zum Teil in China hergestellt wurde, arbeiteten die Produzenten Gabriele Walther und Frank Piscator, diesmal mit einem Animationsstudio in Budapest zusammen.

## Kritiken
Kino.de schreibt: „In gewohnt aberwitziger Farbgebung führt der Film in eine ereignisreiche Geschichte, deren inhaltliche Mischung ähnlich wie die optische Gestaltung in bunten Fantasien schwelgt.“ Dort heißt es auch: „Alles beim Alten, möchte man fast sagen, im Pretty-Pink-Zauberland der kleinen Prinzessin Lillifee. Und das betrifft sowohl inhaltliche und animationstechnische Aspekte als auch das Team, das für das zweite Kinoabenteuer nach Monika Finsterbuschs Coppenrath-Kinderbüchern verantwortlich zeichnet.“